# جون برونو
جون برونو (بالإنجليزية: John Bruno)‏ هو كاتب سيناريو ومخرج أمريكي، ولد في القرن العشرين.

## وصلات خارجية
- جون برونو على موقع IMDb (الإنجليزية)
- جون برونو على موقع ألو سيني (الفرنسية)
- جون برونو على موقع أول موفي (الإنجليزية)
- جون برونو على موقع قاعدة بيانات الأفلام السويدية (السويدية)
- جون برونو على موقع قاعدة بيانات الفيلم (الإنجليزية)
- جون برونو على موقع كينوبويسك (الروسية)